# Freycinet Island
Freycinet Island är en ö i Australien. Den ligger i delstaten Western Australia, omkring 650 kilometer norr om delstatshuvudstaden Perth.
Stäppklimat råder i trakten. Genomsnittlig årsnederbörd är 327 millimeter. Den regnigaste månaden är juni, med i genomsnitt 82 mm nederbörd, och den torraste är oktober, med 2 mm nederbörd.